# 7-а СС доброволческа планинска дивизия „Принц Ойген“
7-а СС доброволческа планинска дивизия „Принц Ойген“ (на немски: 7.SS-Freiwilligen Gebirgs Division „Prinz Eugen“ е военна част от състава на Вафен-СС, назована в чест на принц Евгений Савойски.
7-а дивизия е съставена предимно от чуждестранни граждани от немски произход (фолксдойче), а също така от доброволци и мобилизирани от окупираните от Германия територии.
Друго основно направление било борбата с партизаните в бивша Югославия.
На 14 октомври 1944 година основните сили на дивизията се предават на Втора българска армия (воюваща в състава на Трети украински фронт), на територията на бивша Югославия.